# التهاب الأعور
الالتهاب المعوي القولوني لقلة الخلايا المتعادلة أو التهاب المصران الأعور (بالإنجليزية: Neutropenic enterocolitis)‏ (جزء من الأمعاء الغليظة) التي قد تكون مرتبطة مع الإصابة بعدوى. ويرتبط بشكل خاص مع قلة الخلايا الحبيبية المتعادلة (بالإنجليزية: Neutrophil granulocytes).. هي أكثر أنواع كريات الدم البيضاء غزارة في الدم.

## العلامات والأعراض
ويمكن أن تشمل
1. إسهال
2. انتفاخ البطن
3. حمى
4. رعشة
5. غثيان
6. تقيؤ
7. آلام في البطن[3]

## السبب
تكون البكتيريا إيجابية الغرام المعوية المتعايشة في القناة الهضمية (جرثومة معوية ) ( Gram-positive enteric commensal bacteria of the gut (gut flora) هي السبب غالبًا.البكتيريا مطثية عسيرة (الاسم العلمي:Clostridium difficile)هي نوع من البكتيريا إيجابية الغرام والتي تسبب عادة الإسهال الشديد وغيرها من الأمراض المعوية عندما تتم إزالة البكتيريا المتنافسة من قبل المضادات الحيوية.
التهاب الأعور يحدث غالبًا في المرضى الذين يعانون من نقص المناعة مثل أولئك الذين يخضعون للعلاج الكيميائيأو المرضى الذين يعانون من الإيدز أو مرضى زرع الكلى أو كبار السن..

## التشخيص
يتم تشخيص التهاب الأعورعن طريق فحص بالأشعة المقطعية تبين سماكة الأعور و"زيادة الدهون"

## العلاج
التهاب الأعور هو حالة طبية طارئة. أنه يحتوي على مضاعفات سيئة للغاية وغالبا ما تكون قاتلة إلا إذا تم تشخيصها مبكرا والتعامل معها سريعا
نجاح العلاج يتوقف على
- التشخيص المبكر واستخدام الأشعة المقطعية
- العلاج اللاجراحي للحالات غير المصحوبة بمضاعفات
- استئصال نصف القولون الأيمن الاختيارى لمنع التكرار

## المضاعفات
يمكن أن ينتشر الالتهاب إلى أجزاء أخرى من القناة الهضمية في المرضى الذين يعانون من التهاب الأعور. كما يمكن أيضا أن يسبب انتفاخ الأعور ويمكن قطع إمدادات الدم،هذا وعوامل أخرى يمكن أن يؤدي إلى نخر ( موت )وانثقاب الأمعاء، والتي يمكن أن تسبب التهاب الصفاق (التهاب الغشاء البطني البريتون ) والإنتان ( تعفن الدم ).معدل وفيات التهاب الأعور يمكن أن تصل إلى 50٪، ومعظمهم بسبب وكثيرا ما تترافق مع انثقاب الأمعاء